# Čibutkovica
Čibutkovica (izvirno srbsko Чибутковица) je naselje v Srbiji, ki upravno spada pod Mestno občino Lazarevac; slednja pa je del Mesta Beograd.

## Demografija
V naselju, katerega izvirno (srbsko-cirilično) ime je Чибутковица, živi 995 polnoletnih prebivalcev, pri čemer je njihova povprečna starost 41,0 let (39,2 pri moških in 42,7 pri ženskah). Naselje ima 411 gospodinjstev, pri čemer je povprečno število članov na gospodinjstvo 3,07.
To naselje je, glede na rezultate popisa iz leta 2002, večinoma srbsko.
|  |

| Demografija | Demografija     | Demografija     |
| Leto        | Št. prebivalcev | Št. prebivalcev |
| ----------- | --------------- | --------------- |
|             |                 |                 |
|             |                 |                 |
|             |                 |                 |
|             |                 |                 |
| 1948        | 1488            |                 |
| 1953        | 1553            |                 |
| 1961        | 1500            |                 |
| 1971        | 1430            |                 |
| 1981        | 1319            |                 |
| 1991        | 1357            | 1332            |
| 2002        | 1280            | 1260            |
|             |                 |                 |

| Etnična sestava po popisu iz leta 2002 | Etnična sestava po popisu iz leta 2002 | Etnična sestava po popisu iz leta 2002 | Etnična sestava po popisu iz leta 2002 | Etnična sestava po popisu iz leta 2002 |
| -------------------------------------- | -------------------------------------- | -------------------------------------- | -------------------------------------- | -------------------------------------- |
| Srbi                                   | Srbi                                   |                                        | 1.247                                  | 98,96%                                 |
| Črnogorci                              | Črnogorci                              |                                        | 3                                      | 0,23%                                  |
| Jugoslovani                            | Jugoslovani                            |                                        | 3                                      | 0,23%                                  |
| Hrvati                                 | Hrvati                                 |                                        | 1                                      | 0,07%                                  |
| Makedonci                              | Makedonci                              |                                        | 1                                      | 0,07%                                  |
| Neznano                                | Neznano                                |                                        | 3                                      | 0,23%                                  |